# Región natural Delta del río Orinoco
La llanura Deltaica es una de las 9 regiones naturales de Venezuela. Esta posee una extensión de 32.000 km² que está situada al este de Venezuela entre los Llanos bajos de Monagas, el Macizo Guayanés y el Océano Atlántico.
Es una región que se encuentra en proceso de consolidación de escasa altura y poco desnivel, por lo cual se encuentra frecuentemente inundada e invadida por las mareas en las cercanías del mar, con abundancia de lagunas, ciénagas, numerosas islas e innumerables brazos y caños o canales.
Constituye el delta de la desembocadura del río Orinoco y de ahí viene su nombre.

## Población

### Los warao
Warao es un pueblo indígena amerindio que habita el delta del Orinoco. Hay más de 36.000 personas que se identifican con esta etnia. Este grupo indígena distribuido al este de Venezuela mayormente en el delta del Orinoco y el estado Monagas.